# Franz Arzdorf
Franz Arzdorf (* 5. Mai 1904 in München; † 23. April 1974 in Berlin-Charlottenburg) war ein deutscher Schauspieler und Regisseur.

## Leben
Sein Schauspieldebüt gab der Sohn des Kaufmannes Franz Arzdorf 1924 bei den Münchner Kammerspielen, wo er bis 1928 spielte. Von 1930 bis 1933 gehörte er beim Neuen Theater Frankfurt zum Ensemble, von 1934 bis 1936 beim Schauspielhaus Leipzig, dort 1935 als Mephisto, und 1937 am Wiener Volkstheater. Ab dem Jahr 1937 folgten verschiedene Theatertätigkeiten an Berliner Bühnen wie der Volksbühne Berlin, dem Theater am Kurfürstendamm und der dortigen Komödie, aber auch Filmproduktionen. Franz Arzdorf wurde ein gefragter Charakterdarsteller zu dieser Zeit, so dass er bis 1943 in fast 40 Filmproduktionen mitwirken konnte.
Nach 1945 wirkte er bei der DEFA und insbesondere in DFF-Produktionen mit. Er verkörperte, neben dem Freiherrn von Simbach in der Filmkomödie Moral (1956), eine Vielzahl unterschiedlicher Charaktere in Fernsehfilmen, bis ihm der Bau der Berliner Mauer die Arbeit für das Fernsehen der DDR verwehrte.

## Filmografie (Auswahl)
- 1937: La Habanera
- 1938: Fahrendes Volk
- 1938: Ein Mädchen geht an Land
- 1939: Der Gouverneur
- 1939: Flucht ins Dunkel
- 1939: Kitty und die Weltkonferenz
- 1939/41: Frauen sind doch bessere Diplomaten
- 1940: Die 3 Codonas
- 1940: Der dunkle Punkt
- 1941: Friedemann Bach
- 1942: Diesel
- 1943: Die goldene Spinne
- 1951: Unschuld in tausend Nöten
- 1951: Schwarze Augen
- 1952: Mikosch rückt ein
- 1953: Briefträger Müller
- 1955: Der Ochse von Kulm
- 1955: Lebendes Eisen (Dokumentarfilm, Sprecher)
- 1956: Moral
- 1956: Thomas Müntzer – Ein Film deutscher Geschichte
- 1957: Spielbank-Affäre
- 1957: Wo Du hin gehst …
- 1957: Zwei Mütter
- 1959: Der Regenmacher
- 1959: Brücke zwischen gestern und morgen
- 1960: Fernsehpitaval: Der Fall Haarmann (Fernsehreihe)
- 1960: Die letzte Probe
- 1960: Fernsehpitaval: Der Fall Hugo Stinnes jr.
- 1960: Blaulicht: Die Butterhexe (Fernsehreihe)
- 1961: Heroische Komödie
- 1962: Der Kronanwalt
- 1966: Standgericht

## Synchronsprecher
- 1955: … und nicht als ein Fremder … als Dr. Runklemann (Charles Bickford)

## Theater
- 1954: Leo Tolstoi: Anna Karenina – Regie: Werner Stewe (Volksbühne Berlin)
- 1957: Frances Goodrich/Albert Hackett: Das Tagebuch der Anne Frank (Düssel) – Regie: John Hanau (Gastspielbühne Berlin)

## Hörspiele
- 1924: Ludwig Thoma: Erster Klasse (Kaufmann Stüve aus Neuruppin) – Regie: Philipp Lothar Mayring (Sendespiel (Hörspielbearbeitung)

– Deutsche Stunde in Bayern)
- 1956: Béla Balázs: Wolfgang Amadeus Mozart (Josef, Kellner) – Regie: Joachim Witte (Hörspiel – Rundfunk der DDR)
- 1957: Wolfgang Schreyer: Das Attentat – Regie: Lothar Dutombé (Dokumentarhörspiel – Rundfunk der DDR)